# RTS 1
RTS 1 es un canal de televisión público generalista suizo que emite sus contenidos en Francés para la población de la Suiza francesa. Pertenece al grupo de comunicación Radio Télévision Suisse, que a su vez se encuentra integrado en la organismo público suizo de televisión SRG SSR.

## Historia
La RTS 1 comenzó sus emisiones el 1 de noviembre de 1954, con el nombre de Télévision Romande, sucediendo a la Télévision Genevoise, que empezó sus emisiones el 28 de enero de 1954, aunque la RTF había realizado algunos programas para Suiza (RTF Télé Genève) en 1949 con la colaboración de Radio Genève. Su programación está enfocada a los hablantes de Francés en Suiza, en lo que se denomina Romandía o Suiza Romanda, por lo que emite su programación en Francés.
En el año 1972, la Télévision Suisse Romande traslada su sede a una torre de 17 pisos ubicada en Ginebra, el informativo deja de emitirse desde Zúrich para poder realizarse desde Ginebra.
La TSR participa en el año 1984 en la creación de TV5 como miembro fundador y proporciona una parte de sus programas para ser emitidos por este canal internacional francófono.
TSR 1 cambia su identidad visual en el año 2006, el nuevo logotipo tiene una la S del nombre en azul.
Todos los programas comienzan a emitirse en formato panorámico después de 2007 excepto en algunas series, en las que persiste el 4:3.
El 29 de febrero de 2012, TSR 1 cambió su nombre a RTS Un, que es el nuevo nombre de la fusión entre los organismos de radio y televisión francófonos de Suiza, que anteriormente eran TSR (Televisión Suisse Romande) y RSR (Radio Suisse Romande). En la misma fecha, el canal RTS Un comienza sus emisiones en alta definición en la Televisión Digital Terrestre y en las plataformas de televisión por satélite.
El 26 de agosto de 2019, RTS Un cambió su nombre a RTS 1.

## Audiencias
RTS 1 es la cadena más vista de la Suiza Francesa con el 19,5 % de cuota de mercado.
| 1995 | 1996 | 1997 | 1998 | 1999 | 2000 | 2001 | 2002 | 2003 | 2004 | 2005 | 2006 | 2007 | 2008 | 2009 | 2010 | 2011   | 2012   | 2013   | 2014   |
| ---- | ---- | ---- | ---- | ---- | ---- | ---- | ---- | ---- | ---- | ---- | ---- | ---- | ---- | ---- | ---- | ------ | ------ | ------ | ------ |
| 30 % | 29 % | 28 % | 29 % | 28 % | 27 % | 26 % | 25 % | 25 % | 25 % | 25 % | 24 % | 24 % | 23 % | 22 % | 21 % | 21,0 % | 20,5 % | 22,1 % | 20,4 % |

| 2015   | 2016   | 2017   | 2018   | 2019   | 2020   | 2021   |
| ------ | ------ | ------ | ------ | ------ | ------ | ------ |
| 19,9 % | 19,5 % | 20,2 % | 20,5 % | 20,4 % | 22,1 % | 21,7 % |

Fuente: Mediapulse